# Ендіміон (роман Сіммонса)
«Ендіміон» (англ. Endymion) — науково-фантастичний роман американського письменника Дена Сіммонса, який вийшов у 1996 році. Третя книга тетралогії «Пісні Гіперіона». Дія роману відбувається у Всесвіті Гіперіона. У 1997 році номінувався на премію Локус.
Роман представлений як спогади Рола Ендіміона, засудженого до незвичайної страти. Його поміщено в «котячий ящик» Шредінгера — капсулу з мінімальними зручностями й ампулою з ціанідом, яка може розбитися в будь-який момент. Дія роману розгортається через 274 роки після подій, описаних у «Гіперіоні» і «Падінні Гіперіона». За офіційною версією, ШтІнти відвернулися від людства та об'єдналися з Вигнанцями в атаці на Гегемонію. Внаслідок цього було зруйновано Всемережжя, що поєднувало віддалені планети міжпросторовими порталами. На руїнах Гегемонії виникла імперія Пакс, якою керує Церква з допомогою паразитів хрестоформ, які воскрешають людей після смерті та вважаються даром Ісуса Христа людству. Рол отримує від старого Силена — героя попередніх романів — завдання врятувати дівчинку Енею, здатну звільнити людство.

## Сюжет
Молодий житель Гіперіона Рол Ендіміон працює провідником для мисливців. Через запальний характер він убиває клієнта і його засуджують до страти. Рол при цьому не прийняв хрестоформи й відмовляється від неї попри неминучу смерть. Проте після страти він отямлюється в покинутому Місті Поетів, де проживає старий поет Мартін Силен і його слуга, андроїд А. Беттік. Силен розповідає, як інсценував страту, підкупивши правоохоронців. За порятунок він вимагає від Рола виконати важливе завдання — вирушити до Гробниць Часу, зустріти Енею і супроводжувати її, оберігаючи від усіх небезпек. Той погоджується, навіть не уявляючи, яким чином йому доведеться виконати цю місію. Силен розповідає, що єдиною загрозою Церкві і, в першу чергу, ТехноКорду, котрий таємно нею керує, є Енея — «Навчителька», майбутня рятівниця людства. Енея — дочка Ламії Брон і першого кібрида Джона Кітса, яка народилася незабаром після так званого «Падіння Порталів». Коли Ламія померла, її взяв на піклування старий поет Мартін Силен. Через тиждень після смерті Ламії Енея увійшла в Гробниці Часу на планеті Гіперіон і перенеслася в майбутнє. Силен подовжував своє життя з допомогою технологій аби дожити до моменту, коли дівчинка вийде з Гробниць.
В той самий час Церква відправляє на пошуки Енеї капітана Федеріко де Сойю, наділивши його високими повноваженнями. Його завдання — знайти дівчинку і привезти її на столицю Паксу Пацем. Як йому повідомлено Папою Юлієм II, Енея — «агент ТехноКорду, вірус на Тілі Христовому».
Силен відряджає Рола на летючому килимі Консула до Гробниць Часу. Їх вже оточила армія де Сойї, але коли дівчинка виходить з Гробниць, слідом з'являється Ктир і вчиняє різанину всіх військових навколо. Ендіміон приводить Енею до космічного корабля, заздалегідь схованого Силеном. Армія Паксу через Ктиря не може перехопити його, тож Рол, Енея та Беттік успішно відлітають з планети.
Корабель прямує до системи Парваті. В польоті Рол відчуває в Енеї незвичайний розум і передчуває власне значення для її загадкової місії. Тим часом Де Сойя бере трьох своїх найкращих бійців на унікальний корабель «Рафаїл», що досягає Парваті швидше, ніж звичайні судна, ціною вбивства пасажирів від перевантажень і воскресіння їх хрестоформою. Вони намагаються захопити Енею, та вона погрожує розгерметизувати свій корабель і загинути, тому де Сойя іде на поступки, відпустивши її. Він планує наздогнати Навчительку на планеті Ренесанс-Вектор, але Енея наказує спрямувати судно вздовж річки Тетіс, що раніше протікала всіма планетами Гегемонії крізь портали. Вона демонструє здатність вмикати ці портали й переносить корабель до іншого світу.
Після телепортації корабель опиняється на лісовій планеті, він пошкоджений і ремонт займе пів року. Рол будує пліт, на якому пливе з Енеєю та Беттіком далі крізь портали. Де Сойя, не знаючи, де шукати Навчительку, відвідує одну планету за одною, при кожному перельоті болісно гинучи й воскресаючи. Черговий портал переносить пліт на водну планету Море Безкрає, де існує плавуча платформа Паксу. Рол відволікає охоронців, влаштувавши диверсію, після чого його рятують Енея з Беттіком. Наступний портал перекидає їх на Хеврон, що виявляється безлюдним. Енея і Беттік знаходять автоматизовану лікарню, де надають допомогу пораненому в минулій пригоді Ендіміону. Де Сойя опиняється на Морі Безкрайому, де знаходить сліди перебування втікачів і вважає, що їхній шлях лежить у території Вигнанців. Проте в черговому польоті стається збій воскресіння і його корабель автоматично повертається на територію Паксу. Церква наказує продовжити пошуки і приставляє до Федеріко офіцера Радамант Немез.
Рол, Енея і Беттік опиняються на зледенілій планеті Сьома Дракона, населеній примітивним народом чітчатуків. Аборигени приводять їх до сліпого священника Главка, котрий дає прихисток. Після цього мандрівники відвідують, як вважалося, покинуту планету мусульман Кум Ріяд і Божегай. Федеріко отримує від Папи Юлія II підказку, де шукати Енею. По прибуттю на Сьому Дракона Радамант Немез демонструє надлюдські витривалість і силу, вона вбиває аборигенів і Главка, після чого визначає, куди веде місцевий портал. Після цього Немез спрямовує «Рафаїла» на Божегай, але програмує воскресити екіпаж не через три дні, а шість годин. Вона влаштовує засідку та розставляє пастки проти Ктиря.
Дорогою Енея розповідає, що Земля не була переміщена в інше місце ТехноКордом, як говорять легенди. Вона припускає, що це зробив людський Абсолютний Інтелект, який виникне в майбутньому з розумів усіх людей. Також Енея каже, що ТехноКорд стоїть за зникненням населення віддалених планет і таємно забезпечує воскресіння з допомогою хрестоформ. Невдовзі пліт потрапляє в пастку Немез, Беттік втрачає руку, тоді як Рол з Енеєю ховаються серед річкових порогів. Немез намагається вбити Енею і зберегти її голову, але з'являється Ктир і стає їй на заваді. Немез користується таємним пристроєм, що переносить Ктиря на п'ять хвилин у майбутнє. Щойно воскреслий і збентежений її діями Федеріко стріляє в Немез променем з корабельної зброї «Рафаїла». Після цього він відпускає Енею та планує з'ясувати справжню мету Церкви. Рол, Енея та Беттік входять в останній портал, який веде на Землю, перенесену до Магелланових Хмар. Енея каже полетіти до «Будинку над водоспадом» з її снів, що в Пенсильванії, де кібрид Френка Ллойда Райта на прізвисько Архітектор повинен навчити її перед виконанням головної місії — звільнення людства з-під влади ТехноКорду.
Закінчується роман розповіддю Рола про те, що день за днем він лишається живим. Якось він знаходить у своїй в'язниці записку від Енеї та вважає, що або збожеволів, або це означає його порятунок.

## Основні персонажі
- Рол Ендіміон — молодий чоловік, уродженець Гіперіона, оповідач і охоронець Енеї, призначений на цю роль Мартіном Силеном. Рол — противник Церкви і не прийняв її «охрещення» хрестоформою. В подорожі з Енеєю відчуває симпатію до неї та власну значущість для виконання нею порятунку людства.
- Енея — 12-річна «Навчителька», кров якої здатна відторгати хрестоформи. Вона є донькою людини Ламії Брон і кібрида Джона Кітса Джонні. При народженні була названа Діаною, проте з малого віку виявляла самостійність і взяла собі ім'я Енея на честь міфічного героя Енея. У снах вона бачить підказки до порятунку людства і, керуючись передчуттями, увійшла до Гробниць Часу, котрі перенесли її з часів відродження Церкви у майбутнє, де Церква майже цілком володіє колишніми планетами Гегемонії, насправді керована ТехноКордом.
- А. Беттік — один з небагатьох вцілілих до подій роману андроїдів, слуга Мартіна Силена, що супроводжує Рола і Енею. Вирізняється синьою шкірою.
- Мартін Силен — поет, який брав участь у доленосному паломництві до Ктиря, що призвело до падіння Гегемонії; після смерті Ламії Брон — опікун Енеї.
- Федеріко де Сойя — отець-капітан, якого Церква відправила на пошуки Енеї з метою схопити її живою і доставити в столицю Пацем. На початку він фанатично переслідує Енею попри необхідність при кожному перельоті між планетами гинути і воскресати. Згодом починає сумніватися в добрих намірах Церкви і зрештою допомагає Енеї досягти її мети.
- Радамант Немез — штучний конструкт у вигляді жінки, агент ТехноКорду, приставлений до Федеріко. Володіє надлюдськими витривалістю, швидкістю та здатністю до маніпулювання часом, завдяки чому надзвичайно швидка в бою.

## Відзнаки
- 1997 — Премія Локус (номінація)

## Переклади українською
Українською роман було видано в 2018 році. Книга вийшла одночасно в трьох варіантах, що різняться форматом і оформленням:
- Ден Сіммонс. Ендіміон. Переклад з англійської: Галина Михайлковська; ілюстрації: Олег Кіналь. Тернопіль: «НК-Богдан». 2018. 544 стор. іл. (Серія «Чумацький шлях»). ISBN 978-966-10-5300-6
- Ден Сіммонс. Ендіміон. Переклад з англійської: Галини Михайловської; ілюстрації Олег Кіналь. Тернопіль: «НК-Богдан». 2018. 816 с. (Серія «Горизонти фантастики»). ISBN 978-966-10-5299-3
- Ден Сіммонс. Ендіміон. Переклад з англійської: Галини Михайловської; ілюстрації Олег Кіналь. Тернопіль: «НК-Богдан». 2018. 816 с. (Серія «Горизонти фантастики» (диван)). ISBN 978-966-10-5301-3